# Tibors de Sarenom
Tibors de Sarenom, född 1130, död efter 1198, var en fransk (occitansk) trubadur.
Hon är den tidigast kända kvinnliga trubadur, trobairitz, som finns dokumenterad. Endast en enda av hennes visor finns bevarade. Hon tycks ha haft stort anseende i sin samtid. Under 1200-talet nämns hon som domare i en poesitävling. 